# Byrrhinus misellus
Byrrhinus misellus is een keversoort uit de familie dwergpilkevers (Limnichidae). De wetenschappelijke naam van de soort werd in 1902 gepubliceerd door David Sharp.